# Фірген
Фірген (нім. Virgen) — містечко й громада округу Лієнц в землі Тіроль, Австрія.
Фірген лежить на висоті 1194 над рівнем моря і займає площу 88,8 км². Громада налічує 2199 мешканців. 
Густота населення 25/км². 
Округ Лієнц, до якого належить Фірген, називається також Східним Тіролем. Від основної частини землі, 
Західного Тіролю, його відділяє смуга Південного Тіролю, що належить Італії. 

До Фіргена можна добратися від залізничної станції Лієнца.
|                                 |
| Фірген на мапі округу та землі. |

 Адреса управління громади: Virgen 38, 9972 Virgen. 

## Виноски
1. ↑  Dauersiedlungsraum der Gemeinden Politischen Bezirke und Bundesländer - Gebietsstand 1.1.2018 — Статистичне управління Австрії.
2. ↑  Einwohnerzahl 1.1.2018 nach Gemeinden mit Status, Gebietsstand 1.1.2018 — Статистичне управління Австрії.
3. ↑  www.virgen.at. Архів оригіналу за 29 липня 2020. Процитовано 7 липня 2013.